# استیو کمبل (تنیس‌باز)
استیو کمبل (انگلیسی: Steve Campbell؛ زاده ۱۲ اکتبر ۱۹۷۰) یک تنیس‌باز اهل ایالات متحده آمریکا است.